# 穂高ひな
穂高 ひな（ほだか ひな、2001年〈平成13年〉10月30日 - ）は、日本のAV女優。

## 来歴
- 2020年2月20日「AV解禁！！ 細身巨乳のパーフェクト着エロアイドル B79cmなのに…Gカップ 18歳 穂高ひな」（アイデアポケット）でデビュー。
- 「2021年10月15日Debut Vol.70 ～スレンダー巨乳な着エロアイドルの生中出し生披露～」（カリビアンコム）を最後にアダルト作品への出演がない。

## 人物
- 趣味はコスプレ
- 性感帯は胸（乳首）
- 初体験は15歳か16歳。経験人数は約10人、いままでの彼氏は3～4人。

## 作品
- 「教諭・穂高ひな:新任女教師着任前健康診断」（2020年8月15日、サディスティックヴィレッジ）他
- また「にじか」「ヒナ」「野々村のあ」等の別名義もあり。